# Mgławica Mrówka
Mgławica Mrówka (również Menzel 3) – bipolarna mgławica planetarna znajdująca się w konstelacji Węgielnicy. Została odkryta w 1922 roku przez amerykańskiego astronoma Donalda Menzla. Mgławica ta znajduje się w odległości około 4500 lat świetlnych od Ziemi, a rozmiary każdego z bąbli mgławicy szacowane są na 1,5 roku świetlnego. 
Nazwa mgławicy została jej nadana z powodu kształtu oglądanego już przez nawet niewielkie teleskopy. Istnieją dwie teorie opisujące powstanie nietypowego kształtu tej mgławicy. Według pierwszej centralna gwiazda jest ciasnym układem podwójnym, którego siły grawitacji formują gaz mgławicy. Według drugiej mgławica ta jest klasycznym układem bipolarnej mgławicy planetarnej, której stygnąca gwiazda odrzuciła materię w postaci dwóch płatów. Kierunek wyrzucanej materii byłby zależny od pola magnetycznego gwiazdy centralnej. Niezależnie od tego, która teoria jest słuszna, odrzucona materia gwiazdowa porusza się z prędkością około 1000 km/s i zderza z poruszającym się wolniej ośrodkiem.